# Blechum killipii
Blechum killipii är en akantusväxtart som beskrevs av Emery Clarence Leonard. Blechum killipii ingår i släktet Blechum och familjen akantusväxter. Inga underarter finns listade i Catalogue of Life.